# 厭勝物

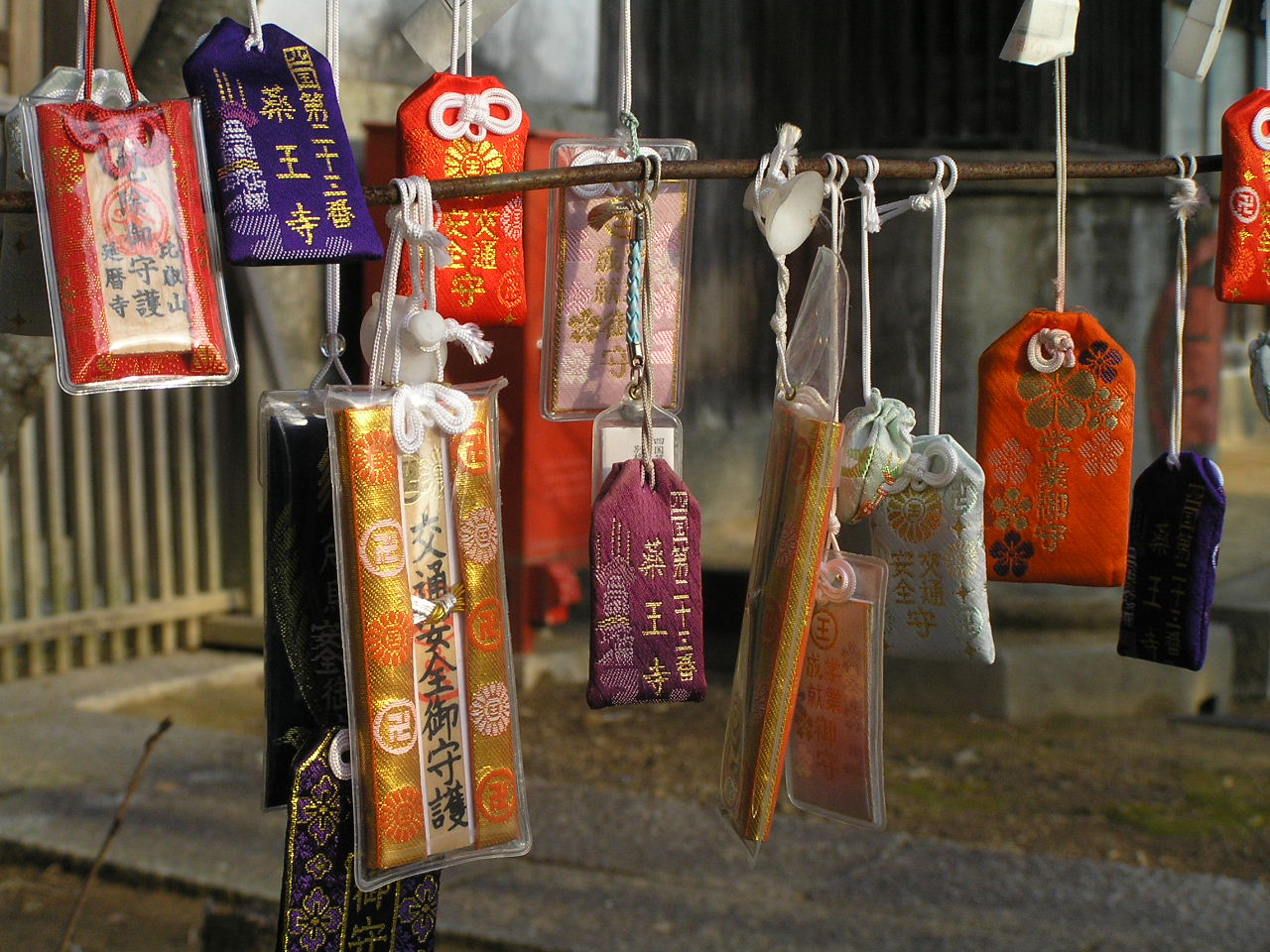
日本的御守被認為有趨吉避凶的功用

压胜物，或稱避邪物，有時和幸運物視為同義詞，“压胜”意即“压而勝之”，指用法術詛咒或祈禱以達到壓制、壓伏、戰勝人、物或妖魔鬼怪的目的。压勝物是民間信仰中，作為趨吉避凶的物品，並常帶有一定之宗教色彩。

## 建築類厭勝物
建築類的厭勝物，依照使用方式，可分為聚落厭勝物、廟宇厭勝物、民宅厭勝物等。
- 鎮五營（或稱安五營）
- 八卦鏡
- 風獅爺
- 風雞 (厭勝物)
- 獸面瓦（鬼瓦）
- 石敢當
- 劍獅